# Côte de Nacre
Appelée Côte de Caen jusqu'en 1925, la Côte de Nacre est la partie de la côte normande située, dans le Calvados, entre l'embouchure de la Seulles, à Courseulles-sur-Mer, et celle de l'Orne, à Ouistreham.

## Présentation
Les villes et stations balnéaires de la Côte de nacre
- Courseulles-sur-Mer
- Bernières-sur-Mer
- Saint-Aubin-sur-Mer
- Langrune-sur-Mer
- Luc-sur-Mer
- Lion-sur-Mer
- Hermanville-sur-Mer
- Colleville-Montgomery
- Ouistreham

## Histoire
Jusqu'au XIXe siècle, la plupart des communes de la Côte de Nacre se déploient non pas au bord de la mer mais à l'intérieur des terres comme à Luc-sur-Mer (vieux Luc), Hermanville ou Langrune. À l'embouchure des cours d'eau toutefois se sont développés des ports : Courseulles sur la Seulles et Ouistreham sur l'Orne.
Avec la mode des bains de mer, qui semble apparaître pour la première fois à Luc dans les années 1840, la côte va s'urbaniser rapidement. Ce mouvement va être encouragé par la construction de lignes de chemin de fer :
- ligne de Caen à la mer entre la gare de Caen-Saint-Martin jusqu'à la gare de Luc-sur-Mer en 1875 puis jusqu'à la gare de Courseulles l'année suivante,
- ligne à voie étroite Caen - Luc des chemins de fer du Calvados ouverte en 1891-1892.

La Côte de Caen prend son nom de Côte de Nacre en 1925 sur la proposition de Daniel Lemanissier, alors maire de Luc-sur-Mer, par référence aux reflets des coquillages qui parsèment le sable de ses plages. 
Lors du Jour J, les alliés ont débarqué sur les côtes du Calvados et de la Manche. Les plages du Débarquement les plus à l'est correspondent à la Côte de Nacre 
- secteur canadien, baptisé Juno Beach (Courseulles – Saint-Aubin-sur-Mer)
- secteur britannique, baptisé Sword Beach (Saint-Aubin-sur-Mer – Ouistreham).

Dans la deuxième partie du XXe siècle, ce territoire a été transformé par le fort mouvement de périurbanisation. Toutes ces communes font partie de l'aire urbaine de Caen. À l'exception de Courseulles-sur-Mer, elles font également partie du pays de Caen. La côte compte quatre unités urbaines :
- Courseulles-sur-Mer,
- Luc-sur-Mer (s'étendant sur les communes de Luc-sur-Mer, Bernières-sur-Mer, Douvres-la-Délivrande, Langrune-sur-Mer et Saint-Aubin-sur-Mer),
- Hermanville-sur-Mer (regroupant Hermanville-sur-Mer et Lion-sur-Mer),
- Ouistreham.

Les quatre communes de l'aire urbaine de Ouistreham font partie de la communauté d'agglomération Caen la Mer. Les cinq de l'aire urbaine de Luc-sur-Mer et Courseulles-sur-Mer appartiennent à la Communauté de communes Cœur de Nacre. 